# Елізабет Александер (астрономка)
Френсіс Елізабет Сомервіль Александер (уроджена Колдвелл; 13 грудня 1908 — 15 жовтня 1958) — британська геологиня й фізикиня, чия робота з радаром і радіо в роки Другої світової війни зробила її однією з піонерок радіоастрономії, а післявоєнна робота з геології Сінгапуру заклала важливі підґрунтя для сучасних досліджень.
Александер вивчала фізику в Кембриджському університеті, а потім здобула там ступінь доктора філософії з геології. На початку Другої світової війни вона в чині капітана військово-морських сил Великої Британії працювала над радіопеленгацією на військово-морській базі Сінгапуру. У січні 1941 року, не маючи змоги повернутися до Сінгапуру з Нової Зеландії, вона стала керівницею відділу операційних досліджень у Лабораторії розробки радіо у Веллінгтоні. У 1945 році Александер правильно визначила, що аномальні радіолокаційні сигнали, що реєструвались на острові Норфолк, були спричинені Сонцем. Це відкриття радіовипромінювання Сонця зробило Александер однією з перших жінок-радіоастрономок.
Після Другої світової війни, звільнившись з армії, Александер не стала продовжувати свої радіофізичні дослідження й повернулась до занять геологією, склавши першу геологічну карту Сінгапуру. Вона подорожувала зі своїм чоловіком, фізиком Норманом Александером, допомагаючи йому засновувати й реорганізовувати університети в британських колоніях — спочатку в Сінгапурі, потім в Нігерії. Померла в Нігерії від наслідків інсульту лише за кілька тижнів після того, як очолила кафедру геології в Університетському коледжі Ібадана.

## Молодість та навчання
Елізабет Александер народилась як Френсіс Елізабет Сомервілл Колдвелл (Frances Elizabeth Somerville Caldwell) 13 грудня 1908 року в Мертоні, графство Суррей. Частину свого дитинства вона провела в Індії, де її батько, доктор К. С. Колдвелл, був професором Коледжу Патна. (Пізніше він став директором Наукового коледжу Патна після його заснування в 1928 році). У 1918 році Александер повернулась до Великої Британії й почала навчатися в середній школі.
Потім Александер вступила до Ньюнем-коледжу в Кембриджському університеті, де вивчала природничі науки, спочатку зосередившись на фізиці. Її також запрошували на навчання до Сомервіль-коледжу в Оксфорді та Гертон-коледжу в Кембриджі. Вона закінчила навчання з відзнакою першого класу в 1931 році. Після цього вона здобула ступінь доктора філософії з геології, захистивши дисертацію про вапняки Еймстрі під керівництвом Овена Томаса Джонса. Вона була членкинею. Седжвікського клубу разом з іншими жінками-геологинями — Дороті Гілл та Констанс Річардсон. Як і всі тогочасні випускниці Кембриджського університету жіночої статі, вона не могла стати повноправною працівницею університету, поки 1945 року жінкам не були надані рівні права з чоловіками.
У липні 1935 року Александер одружилась з фізиком Норманом Александером з Нової Зеландії. Коли її чоловік обійняв посаду професора фізики в Раффлз-коледжі в Сінгапурі, Елізабет Александер поїхала туди і почала вивчати наслідки вивітрювання в тропіках. Її особливо цікавила ерозія і те, як за певних обставин нові гірські породи утворюються з несподівано високою швидкістю. Вона почала проводити експерименти, закопуючи зразки, щоб пізніше порівняти їх з лабораторними контрольними зразками. Під час життя в Сінгапурі, у подружжя Александерів народилося троє дітей: Вільям у 1937 році, Мері у 1939 році та Берніс у 1941 році.

## Робота воєнного часу
Між 1940 і 1941 роками Александер мала звання капітана військово-морської розвідувальної служби та працювала над радіопеленгацією на військово-морській базі в Сінгапурі.
4 січня 1942 року, відповідно до наказу військово-морського командування доставити дітей у безпечне місце та повернутися зі спеціальним обладнанням, виготовленим в Австралії, Александер та її діти евакуювались до Нової Зеландії на літаючому човні Short S23 C. Після падіння Сінгапуру 15 лютого вона застрягла в Новій Зеландії. Півроку вона не мала жодної інформації про чоловіка, а потім отримала хибну інформацію, що він помер. Перебуваючи в Новій Зеландії, Александер у 1942 році стала старшим фізиком і керівницею відділу операційних досліджень Лабораторії розробки радіо у Веллінгтоні, де вона залишалася до 1945 року. Там вона відповідала за більшість радіо- та радіолокаційних досліджень, включаючи піонерську роботу з радіометеорології, розробку програми мікрохвильових радарів і дослідження аномального розповсюдження радіохвиль, що призвело до повоєнного міжнародного проєкту «Кентерберійський проєкт». У 1945 році Александер ідентифікувала «ефект острова Норфолк» як сонячне випромінювання. Це відкриття поклало початок австралійській радіоастрономії після того. Александер покинула Нову Зеландію, коли її контракт закінчився в кінці війни в 1945 році.
Історики науки сперечаються, чи була Александера чи Рубі Пейн-Скотт першою жінкою, яка працювала в галузі радіоастрономії. Попри свої успіхи в цій галузі, Александер завжди вважала радіоастрономію лише роботою, і щойно війна закінчилася, вона повернулася до свого захоплення геологією, ніколи більше не займаючись радіоастрономією.
Поки Александер працювала в Новій Зеландії, її чоловік продовжував працювати науковим радником у Збройних силах, зокрема, підтримував роботу рентгенівських апаратів в лікарнях Сінгапуру, поки японська армія не захопила Сінгапур. Потім він був інтернований у таборах Чангі, а потім у Сіме-Роуд разом зі старшим медичним персоналом шпиталю.

## Післявоєнна робота
У вересні 1945 року Александера возз'єдналася зі своїм чоловіком у Новій Зеландії, коли йому призначили шестимісячну примусову відпустку за хворобою. Він повернувся до Сінгапуру в березні 1946 року, щоб відновити роботу факультетів фізики та хімії в Раффлз-коледжі. Обидві кафедри були пограбовані, а професор хімії та його старший викладач були мертві. Александер завершила свою роботу у Веллінгтоні та перевезла своїх дітей до Англії, залишивши їх там у своєї сестри. Елізабет і Норман Александери разом купили обладнання для коледжу й повернулися з ним до Сінгапуру.
У Сінгапурі Александер допомагала з роботою з перетворення Раффлз-коледжу на Малайський університет. Вона намагалася відновити свою роботу над тропічним вивітрюванням, однак лабораторія в її будинку була зруйнована, а під час будівництва дороги була видалена вершина пагорба, який вона використовувала для тріангуляції, що унеможливило пошук її експериментальних зразків. Пізніше Александер повернулася до Англії, а Норман Александер продовжив працювати в Сінгапурі та Новій Зеландії. У 1947 році, коли їхні діти досягли достатнього віку для вступу до школи-інтернату, подружжя повернулося до Сінгапуру й обоє працювали в Раффлз-коледжі.
У 1949 році Александер стала геологом уряду Сінгапуру. Вона дослідила геологію острова й у 1950 році опублікувала звіт, який містив першу геологічну карту Сінгапуру. Цю її роботу вважають однією з найвичерпніших робіт із загальної геології Сінгапуру. Головним завданням Александер була оцінка кількості граніту та іншого каменю на острові, і вона дійшла висновку, що ресурсів граніту повинно вистачити на 500 років. Александер також відповідальна за введення назви «Мурайський сланець» для позначення частини формації Джуронг. Вона ж зібрала першу задокументовану колекцію скам'янілостей у районі фації Аєр Чаван.
У 1952 році Александери переїхали до Ібадану, Нігерія, і обидва отримали посади в Університетському коледжі Ібадана. Елізабет Александер взяла на себе роль викладача ґрунтознавства та займалась агрономією, ґрунтознавством та адмініструванням. Норман став головою відділу фізики. Після їхнього від'їзду з Сінгапуру співробітнику музею Раффлз-коледжу вдалося знайти один із закопаних експериментальних зразків Александер та організувати його відправку на дослідницьку станцію Ротамстед поблизу Лондона, щоб вона могла вивчити його під час відпустки. Університет відкрив кафедру геології в 1958 році і призначив Елізабет Александр старшою викладачкою й завідувачкою кафедри. Лише через три тижні на новій посаді Александер перенесла інсульт. Вона померла за тиждень, 15 жовтня 1958 року у віці 49 років.
У 2017 році Королівського товариства Те Апарангі обрало Александер до свого проєкту «150 жінок у 150 словах», який відзначає внесок жінок у розвиток знань у Новій Зеландії.

## Публікації
Між 1951 і 1957 роками Александер опублікувала низку геологічних статей, які ґрунтувались на її дисертації та на її роботі ґрунтознавцем у Нігерії. У 1958 році Александер написав звіт про тропічне вивітрювання в Сінгапурі, який був опублікований посмертно.
- Alexander, F. E. S. (1936). The Aymestry Limestone of the Main Outcrop. Quarterly Journal of the Geological Society. 92 (1–4): 103—115. doi:10.1144/GSL.JGS.1936.092.01-04.07.
- Alexander, F. E. S. (1945). Long Wave Solar Radiation. Department of Scientific and Industrial Research, Radio Development Laboratory.
- Alexander, F. E. S. (1945). Report of the Investigation of the "Norfolk Island Effect". Department of Scientific and Industrial Research, Radio Development Laboratory. Bibcode:1945rdlr.book.....A.
- Alexander, F. E. S. (1946). The Sun's radio energy. Radio & Electronics. 1 (1): 16—17. (see R&E holdings at NLNZ.)
- Alexander, F. E. S. (1947). A revision of the genus Pentamerus James Sowerby 1813 and a description of the new species Gypidula bravonium from the Aymestry Limestone of the main outcrop. Quarterly Journal of the Geological Society. 103 (1–4): 143—161. doi:10.1144/GSL.JGS.1947.103.01-04.12.
- Alexander, F. E. S. (1947). On Dayia navicula (J. de C. Sowerby) and Whitfieldella canalis (J. de C. Sowerby) from the English Silurian. Geological Magazine. 84 (5): 304—316. Bibcode:1947GeoM...84..304A. doi:10.1017/S001675680008300X.
- Alexander, F. E. S. (1948). A revision of the brachiopod species Anomia Reticularis Linnaeus, genolectotype of Atrypa Dalman. Quarterly Journal of the Geological Society. 104 (1–4): 207—220. doi:10.1144/GSL.JGS.1948.104.01-04.09.
- Alexander, F. E. S. (1950). The geology of Singapore and the surrounding islands. Report on the Availability of Granite on Singapore and the Surrounding Island. Singapore Government Press.
- Alexander, F. E. S.; Jackson, R. M. (1954). Examination of soil micro-organisms in their natural environment. Nature. 174 (4433): 750—751. Bibcode:1954Natur.174..750A. doi:10.1038/174750b0. PMID 13214000.
- Alexander, F. E. S.; Jackson, R. M. (1955). Preparation of sections for study of soil microorganisms. У D. K. McE. Kevan (ред.). Soil Zoology. Proceedings of the University of Nottingham Second Easter School in Agricultural Science. London: Butterworth. с. 433—441.
- Alexander, F. E. S. (1957). Differential insecticide damage in maize varieties. Nature. 179 (4550): 109. Bibcode:1957Natur.179..109A. doi:10.1038/179109a0.